# Txinguiz Aitmàtov
Txinguiz Aitmàtov (en kirguís: Чыңгыз Айтматов - en rus: Чинги́з Тореку́лович Айтма́тов) (Sheker (Kirguizstan), 12 de desembre de 1928 – Nuremberg (Alemanya), 10 de juny de 2008) fou un escriptor kirguís que escrivia alhora en kirguís i en rus. És l'escriptor del Kirguizstan més conegut. Va fer d'ambaixador del seu país a la Unió Europea, a l'OTAN, a la UNESCO i al Benelux.

## Biografia
Va néixer d'un pare kirguiz i d'una mare tàtara. Els pares d'Aitmàtov eren funcionaris a Sheker. El 1937, el seu pare va ser acusat de "nacionalisme burgès" a Moscou, arrestat i executat el 1938.
Aitmàtov va viure en una època en què Kirguizstan s'estava transformant d'una de les terres més remotes de l'Imperi Rus a una república de l'URSS. El futur autor va estudiar a una escola soviètica a Sheker. També va treballar des de petit. Als catorze anys, va ser ajudant del secretari del Soviet del poble. Posteriorment, va ocupar feines de recaptador d'impostos, carregador, ajudant d'enginyer i va continuar amb molts altres tipus de treballs.
El 1946, va començar a estudiar a la Divisió de Ramaderia de l'Institut Agrícola Kirguiz de Bixkek, però més tard va passar als estudis literaris a l'Institut de Literatura Maksim Gorki de Moscou, on va viure entre 1956 i 1958. Durant els vuit anys següents va treballar per a Pravda. Les seves dues primeres publicacions van aparèixer l'any 1952 en rus: "The Newspaper Boy Dziuio" i "Ашым". La seva primera obra publicada en kirguiz va ser "Ак Жаан" (Pluja blanca, 1954), i la seva coneguda obra "Jamila" va aparèixer el 1958. El 1961, va ser membre del jurat del 2n Festival Internacional de Cinema de Moscou. El 1971, va ser membre del jurat del 7è Festival Internacional de Cinema de Moscou.
El 1980 va veure la seva primera novel·la El dia dura més de cent anys; la seva següent novel·la significativa, El lloc de la calavera, es va publicar el 1987. El dia dura més de cent anys i altres escrits van ser traduïts a diversos idiomes.
El 1994, va ser membre del jurat del 44è Festival Internacional de Cinema de Berlín. L'any 2002 va ser president del jurat del 24è Festival Internacional de Cinema de Moscou.
Aitmàtov va patir una insuficiència renal, i el 16 de maig de 2008 va ser ingressat en un hospital de Nuremberg, Alemanya, on va morir d'una pneumònia el 10 de juny de 2008 a l'edat de 79 anys. Després de la seva mort, les restes d'Aitmàtov van ser traslladades a Kirguizstan, on hi va haver nombroses cerimònies abans de ser enterrat al cementiri d'Ata-Beyit, que havia ajudat a fundar i on probablement està enterrat el seu pare, a Koy- Poble de Tash, Província de Txui, Kirguizstan.
El seu obituari a The New York Times el va caracteritzar com "un escriptor comunista, les novel·les i obres de teatre del qual abans de l'enfonsament de la Unió Soviètica van donar veu a la gent de la remota república soviètica de Kirguizstan" i afegeix que "després es va convertir en diplomàtic i amic i conseller del líder soviètic Mikhaïl Gorbatxov".

## Obra

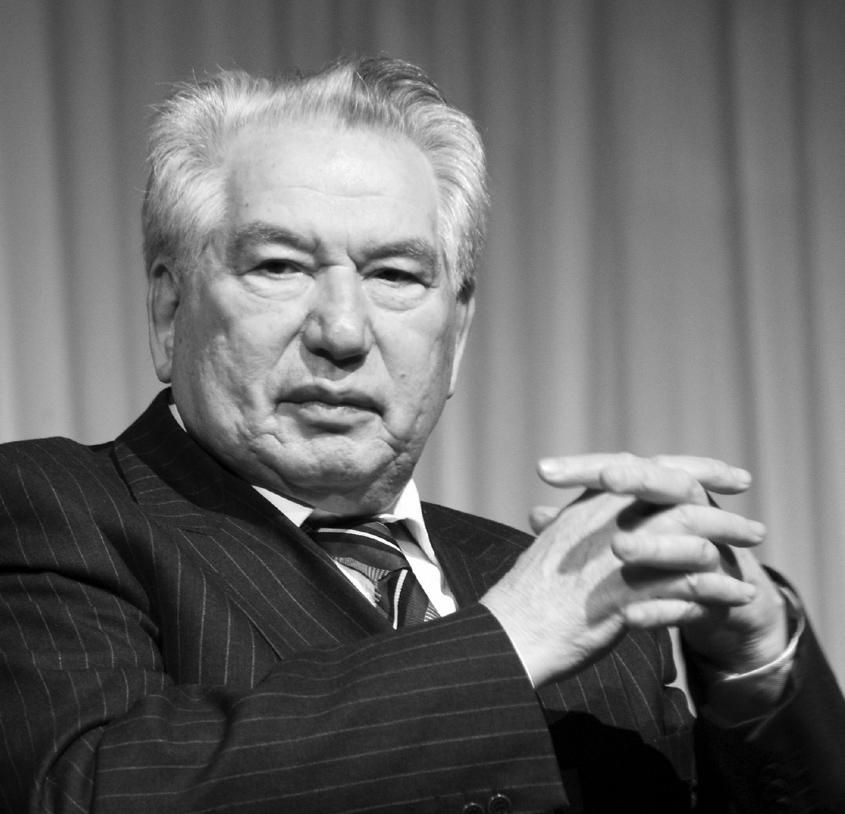
Aitmàtov el 2007

Txinghiz Aitmàtov va pertànyer a la generació d'escriptors de la postguerra. La seva producció abans de Jamila no va ser significativa, uns quants contes i una novel·la curta anomenada Cara a cara. Però va ser Jamila que va mostrar l'obra de l'autor. Vist amb els ulls d'un adolescent, explica com Jamila, una noia del poble, separada del seu marit soldat per la guerra, s'enamora d'un soldat discapacitat que es queda al seu poble mentre tots treballen per portar i transportar el gra. Les obres representatives d'Aitmàtov també inclouen les novel·les curtes Adéu, Gulsary!, El vaixell blanc, El dia dura més de cent anys, i El lloc de la calavera.
Aitmàtov va ser guardonat el 1963 amb el Premi Lenin per Contes de les muntanyes i les estepes (una recopilació que inclou Jamila, El primer professor i Adéu, Gulsary!) i més tard va rebre un premi estatal per Adéu, Gulsary! L'art d'Aitmàtov va ser glorificat pels admiradors. Fins i tot els crítics d'Aitmàtov van esmentar l'alta qualitat de les seves novel·les.
L'obra d'Aitmàtov té alguns elements que són únics específicament en el seu procés creatiu. La seva obra es basava en el folklore, no en el sentit antic d'aquest; més aviat, va intentar recrear i sintetitzar contes orals en el context de la vida contemporània. Això predomina en la seva obra; en gairebé totes les històries es refereix a un mite, una llegenda o un conte popular. A El dia dura més de cent anys, una llegenda poètica sobre un jove captiu convertit en mankurt serveix d'al·legoria tràgica i esdevé una expressió simbòlica significativa de la filosofia de la novel·la. S'alternen les llegendes amb la descripció de la dura vida a l'estepa i les purgues estatals.
El seu treball també toca la transformació del Kirguizstan de l'Imperi rus a una república de l'URSS i la vida de la seva gent durant la transformació. Això predomina en una de les seves obres a Adéu, Gulsary! Tot i que el relat breu toca la idea d'amistat i lleialtat entre un home i el seu semental, també serveix una tràgica al·legoria del govern polític i de l'URSS. Explora la pèrdua i el dolor que van enfrontar molts kirguisos a través del personatge protagonista de la història.
Un segon aspecte de l'escriptura d'Aitmàtov és la seva proximitat definitiva amb els nostres "germans petits" els animals, perquè les seves vides i les nostres estan íntimament i inseparablement connectades. Els dos personatges centrals d'Adéu, Gulsary! són un home i el seu semental. Un camell té un paper destacat a El dia dura més de cent anys; Un dels girs clau de la novel·la que decideix el destí del personatge principal està narrat a través de la història de la rodera i el motí del camell. The Place of the Skull comença i acaba amb la història d'una manada de llops i la gran mare lloba Akbara i el seu cadell; les vides humanes entren a la narració però s'entrellacen amb les vides dels llops.
Algunes de les seves històries van ser filmades, com The First Teacher el 1965, Jamila el 1969 i Red Scarf (1970) com The Girl with the Red Scarf (1978).
Com passa amb molts kirguisos educats, Aitmàtov parlava amb fluïdesa tant el kirguís com el rus. Com va explicar en una de les seves entrevistes, el rus era per a ell una llengua nativa tant com el kirguís. La majoria de les seves primeres obres les va escriure en kirguís; alguns d'ells els va traduir posteriorment ell mateix al rus, mentre que altres van ser traduïts al rus per altres traductors. Des de 1966, escrivia en rus.

## Carrera diplomàtica
A més de la seva obra literària, Chinghiz Aitmatov va ser de 1990 a 1993 l'ambaixador de la Unió Soviètica -“i després de Rússia a Bèlgica i més tard, de Kirguizstan, la Unió Europea, l'OTAN, la UNESCO i els països del Benelux.

## Obres principals

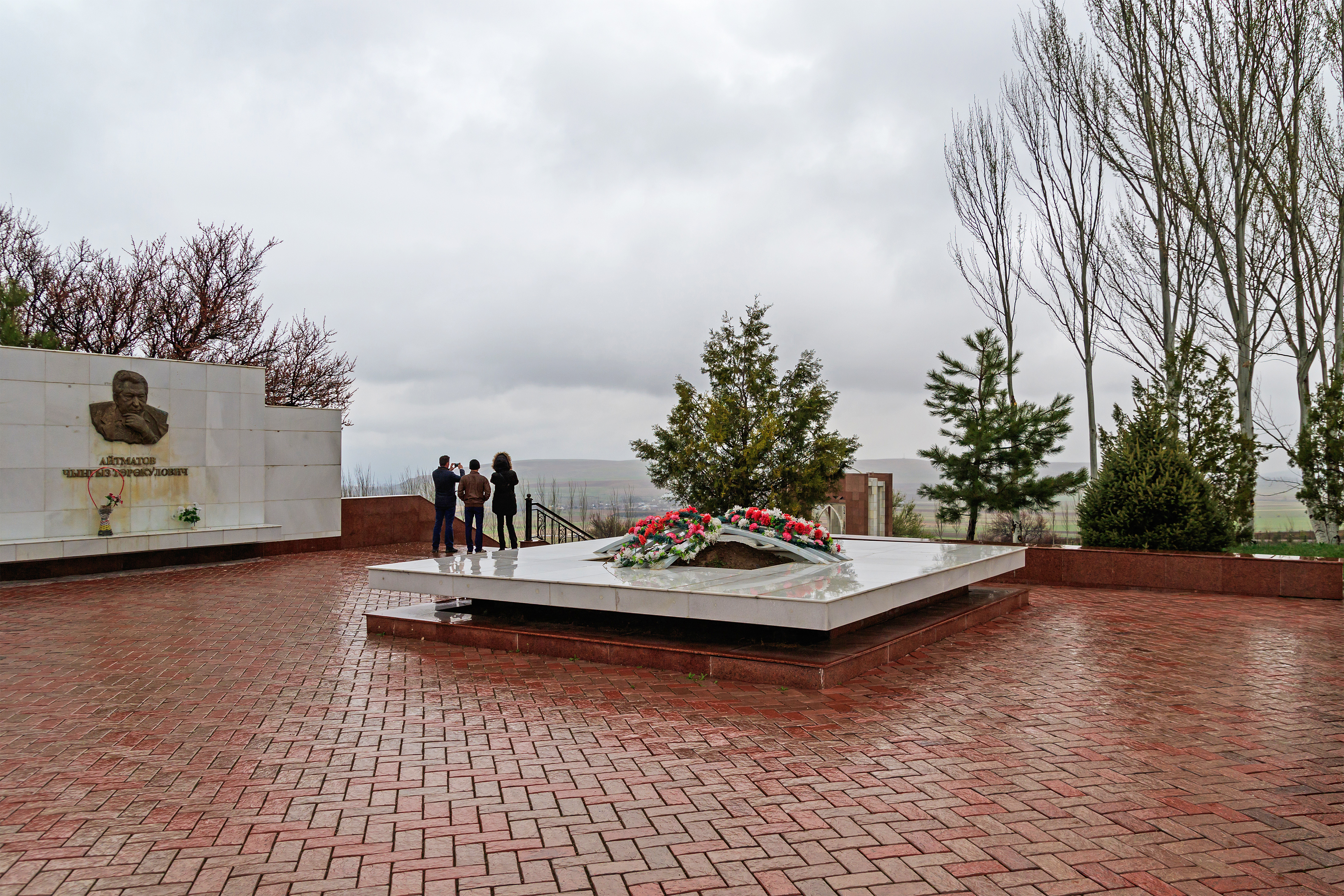
Tomba d'Aitmatov prop de Bixkek

(Títols russos o kirguisos entre parèntesis)
- Un pas difícil ("Трудная переправа", 1956)
- Cara a cara ("Лицом к лицу", 1957)
- Jamila / Jamilia ("Джамиля", 1958)
  - a l'edició Òmnibus Tales of the Mountains and Steppes, Progress Publishers (1969).ISBN 978-0-828-50937-4 ("Jamila", traduït per Fainna Glagoleva)
  - Telegram Books, (2007).ISBN 978-1-846-59032-0
- Duishen / El primer mestre ("Первый учитель", 1962)
  - a l'edició Òmnibus Short Novels, Progress Publishers (1965). ("Duishen", traduït per Olga Shartse)
  - a l'edició Òmnibus Mother Earth and Other Stories, Faber (1989).ISBN 978-0-571-15237-7
- Bufanda vermella (kirguiz: "Кызыл Жоолук" / "Kızıl Jooluk", 1963)
- Contes de les muntanyes i les estepes ("Повести гор и степей", 1963)
  - Progress Publishers (1969).ISBN 978-0-828-50937-4ISBN 978-0-828-50937-4
- Adéu, Gulsary! ("Прощай, Гульсары", 1966)
  - a l'edició Òmnibus Tales of the Mountains and Steppes, Progress Publishers (1969).
  - Hodder & Stoughton Ltd (1970).ISBN 978-0-340-12864-0
- Lightning Voiced Manaschi (kirguiz: "Чагылган үндүү Манасчы" / "Chaqylgan Unduu Manaschi")
- The White Steamship / The White Ship ("Белый пароход", 1970)
  - Hodder &amp; Stoughton (14 d'agost de 1972).ISBN 978-0-340-15996-5ISBN 978-0-340-15996-5 ("El vaixell de vapor blanc", traduït per Tatyana i George Feifer)
  - Crown Publishing Group (novembre de 1972).ISBN 978-0-517-50074-3
- L'ascens al mont Fuji ("Восхождение на Фудзияму", 1973)
  - Noonday Press (juny de 1975).ISBN 978-0-374-51215-6
- Gos tacat corrent per la vora del mar (kirguiz: "Деңиз Бойлой Жорткон Ала Дөбөт / Deniz Boyloy Jortkon Ala Dobot"; rus: "Пегиз Бойлой пес, 7мерий пес, 7мерий песя,7мерий Жорткон Ала Дөбөт / Deniz Boyloy Jortkon Ala Dobot"
  - a l'edició Òmnibus Piebald Dog Running Along the Shore and Other Stories, Raduga Publishers (1989). ("Piebald Dog Running Along the Shore", traduït per Alex Miller)
  - a l'edició Òmnibus Mother Earth and Other Stories, Faber (1989).ISBN 978-0-571-15237-7ISBN 978-0-571-15237-7 ("Gos tacat corrent per la vora del mar", traduït per James Riordan)
- Les grues volen d'hora (Ранние журавли, 1979)
  - Pubn importat (juny 1983).ISBN 978-0-8285-2639-5
- El dia dura més de cent anys ("И дольше века длится день", 1980)
  - Indiana University Press (1 de febrer de 1988).ISBN 978-0-253-20482-0
- El lloc de la calavera ("Плаха", 1987)
  - Grove Press (març de 1989).ISBN 978-0-8021-1000-8
- The time to speak out (Biblioteca de periodisme literari rus i soviètic), Progress Publishers (1988).ISBN 978-5-01-000495-8
- Time to Speak, International Publishers (maig de 1989).ISBN 978-0-7178-0669-0
- Cassandra's Brand ("Тавро Кассандры", 1996)
- Quan cauen les muntanyes ("Когда горы падают", 2006)
- Oda al gran esperit: un diàleg amb Daisaku Ikeda, IB Tauris (30 d'abril de 2009).ISBN 978-1845119874